# دولة كيور
دولة كيور (بالولوفية: كيور kajoor) من أكبر وأقوى الدول التي انفصلت عن دولة جولوف في السنغال.